# Tremors 3: Back to Perfection
Tremors 3: Back to Perfection is een Amerikaanse komische horrorfilm uit 2001 geregisseerd door Brent Maddock. Het is het derde deel in de reeks die begon met Tremors. Hoofdrollen werden vertolkt door Michael Gross, Shawn Christian en Susan Chuang

## Verhaal
Na het bezoek aan het Mexicaanse olieveld in Tremors 2: Aftershocks keert Burt Gummer terug naar Perfection. Hij kan er echter niet tegen dat 11 jaar na de eerste Graboid-aanval op het stadje (in de eerste film) het leven weer zijn gewone gangetje gaat.
Al snel krijgt hij echter een aantal problemen. Allereerst duikt er een waaghals op, Jack Sawyer, die een toeristenattractie wil opzetten, genaamd "Graboid Tour". Verder wil landschapsarchitect Melvin Plug nieuwe bouwprojecten starten rondom het plaatsje, en stuurt de overheid een team van wetenschappers om de Graboids te onderzoeken.
Dan keren opeens de Graboids terug. Burt is een van de eersten die het ontdekt. In zijn jacht op de beesten ontdekt hij een albino Graboid, die minder agressief lijkt. Hij geeft het beest de naam “El Blanco”.
De inwoners van Perfection hebben in de afgelopen jaren hun detectiesystemen slecht onderhouden. Tegen de tijd dat dat men ontdekt dat de Graboids zijn teruggekeerd, zijn de beesten al getransformeerd tot Shriekers. En daar blijft het niet bij. Ze transformeren nog een stap verder, naar vliegende monsters die door Jody (de nieuw eigenaresse van Walter Chang's winkel) de naam "Ass-Blasters" krijgen. Dit omdat ze vliegen door zich voort te stuwen met een straal vuur uit hun achterwerk.
Burt, Jody en Jack zijn gedwongen zich terug te trekken in de schuilkelder onder Burts huis, maar de Ass-Blaster gebruikt zijn vuurstraal om de deur weg te smelten. Het trio kan ontsnappen via een tunnel die Burt had aangelegd. Bang dat het beest zich zal vermenigvuldigen als hij al het voedsel in Burts kelder vindt, blaast Burt het huis op. Pas daarna krijgt hij van Nancy en Mindy Sterngood te horen dat, in tegenstelling tot Shriekers (die zich voortplanten door middel van voedsel), Ass-Blasters in een soort coma belanden wanneer ze te veel eten. Op deze manier hebben ze er een weten te vangen.
Burt, Jody en Jack vluchten naar een schroothoop. Daar weten ze de Ass-Blasters een voor een uit te schakelen door brandende pijlen in hun magen te schieten en het explosieve mengsel waarmee de beesten hun vuur maken te laten ontbranden. De laatste Ass-Blaster is hen te slim af, maar wordt verslonden door El Blanco.
Daarmee is de Ass-Blaster die Nancy en Mindy hadden gevangen de enige die over is. Na wat onderhandelingen verkopen ze hem aan Siegfried & Roy voor hun show in Las Vegas. De overheid verklaart dat El Blanco een bedreigde diersoort is en verbiedt bouwprojecten in het gebied.

## Rolverdeling
| Acteur            | Personage            |
| ----------------- | -------------------- |
| Michael Gross     | Burt Gummer          |
| Shawn Christian   | "Desert" Jack Sawyer |
| Susan Chuang      | Jodi Chang           |
| Charlotte Stewart | Nancy Sterngood      |
| Ariana Richards   | Mindy Sterngood      |
| Robert Jayne      | Melvin Plug          |
| John Pappas       | Agent Charlie Rusk   |
| Tony Genaro       | Miguel               |
| Barry Livingston  | Dr. Andrew Merliss   |
| Billy Rieck       | Bufford              |

## Prijzen/nominaties
2001 Video Premiere Awards
- 1 gewonnen: Beste acteur (Michael Gross)
- 1 nominatie: Beste visuele effecten

2002 Golden Reel Awards
- 1 nominatie: Beste geluidseffecten

## Trivia
- Voor sommige Graboid-scènes werd beeldmateriaal uit de eerste film gebruikt.
- Deze film diende als pilot voor de Tremors tv-serie.